# Aszur-apla-idi

Aszur-dugul, syn nikogo, bez prawa do tronu, panował 6 lat. Za czasów Aszur-dugula, syna nikogo, Aszur-apla-idi, Nasir-Sin, Sin-namir, Ipqi-Isztar, Adad-salulu (i) Adasi, sześciu królów, synów nikogo, panowało na początku jego krótkich rządów

Aszur-apla-idi, też Aszur-aplu-idi (akad. Aššur-apla-idi i Aššur-aplu-īdi, w transliteracji z pisma klinowego zapisywane maš-šur-DUMU.UŠ-i-di i (m)aš-šur-A-ZU, tłum. „Aszur zna następcę”) – wczesny, słabo znany król Asyrii (koniec XVIII w. p.n.e.), samozwaniec, znany jedynie ze wzmianki w Asyryjskiej liście królów. 
Zgodnie z tradycją przekazaną przez Asyryjską listę królów Aszur-apla-idi i pięciu innych samozwańczych pretendentów do tronu, zwanych „synami nikogo”, rządzić miało równocześnie Asyrią na początku rządów (bāb ṭuppišu) Aszur-dugula, innego samozwańczego króla, który przejął władzę po Iszme-Daganie I ((1781-1741? p.n.e.), synu Szamszi-Adada I ((1814-1782 p.n.e.).